# Edward Thomas Hughes
Edward Thomas Hughes, né le 13 novembre 1920 à Landsowne aux États-Unis et mort le 25 décembre 2012, est un prélat catholique américain.

## Biographie
Edward Hughes poursuit ses études au séminaire Saint-Charles-Borromée de Philadelphie. Il est ordonné prêtre en 1947. En 1976, il est nommé évêque auxiliaire de Philadelphie et évêque titulaire de Segia (de). Il est nommé évêque de Metuchen (en), New Jersey en 1987. Mgr Hughes prend sa retraite en 1997.

## Sources
- Profil sur Catholic hierarchy